# 맨체스터 박물관
맨체스터 박물관(영어: Manchester Museum)은 영국 그레이터맨체스터주 맨체스터에 위치한 박물관이다. 맨체스터 대학교가 소유하고 있으며, 잉글랜드에서 가장 큰 대학 박물관이다. 매년 약 430,000명의 방문객을 기록하고 있다.